# Ernst Tremp

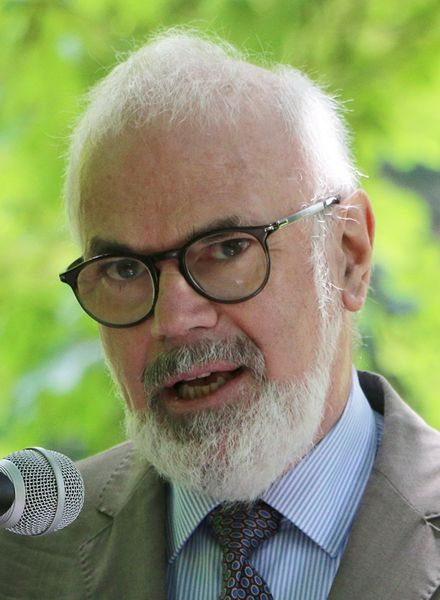
Ernst Tremp (2020)

Ernst Tremp (* 2. Oktober 1948 in Näfels) ist ein Schweizer Historiker für mittelalterliche Geschichte. Er war von 2000 bis 2013 Stiftsbibliothekar von St. Gallen. Für die Monumenta Germaniae Historica erwarb er sich bleibende Verdienste als Editor der Viten Ludwigs des Frommen von Thegan und Astronomus und der St. Galler Klostergeschichten Ekkehards IV.

## Leben und Werk
Er ist Bürger von Schänis und Näfels und wuchs in Näfels auf. Nach der Matura am Kollegium in Stans studierte er ab 1968 an der Universität Freiburg in der Schweiz Mittelalterliche Geschichte, Historische Hilfswissenschaften und Theologie und wurde 1980 mit einer Arbeit über das Zisterzienserkloster Altenryf (Hauterive) im Hochmittelalter promoviert. Während des Studiums war er 1974/75 mit einem Stipendium der französischen Regierung an der Sorbonne. Von 1981 bis 1984 war er bei den Monumenta Germaniae Historica (MGH) in München mit einem Stipendium des Schweizerischen Nationalfonds tätig und anschliessend geschäftsführender Sekretär des Mediävistischen Instituts an der Universität Freiburg. 1986 habilitierte er sich über Thegan von Trier, 1987 wurde er Privatdozent und 1993 Titularprofessor.
Von 2000 bis 2013 war er Stiftsbibliothekar (Direktor) der Stiftsbibliothek St. Gallen, als Nachfolger von Peter Ochsenbein. Daneben behielt er seine Titularprofessur für mittelalterliche Geschichte an der Universität Freiburg. Er wirkte in verschiedenen wissenschaftlichen Gremien des In- und Auslandes mit, unter anderem von 2010 bis 2024 in der Zentraldirektion der Monumenta Germaniae Historica in München.
Er befasst sich mit frühmittelalterlicher Geistes- und Kulturgeschichte und Historiographie, Mönchtum und Adel im Hochmittelalter, mit Zisterziensern und Prämonstratensern in der Westschweiz. 1995 gab er in den MGH die Viten Ludwigs des Frommen von Thegan und Astronomus heraus. Entsprechend seiner Tätigkeit befasst er sich vor allem mit Themen im Umfeld des Klosters St. Gallen und dessen Bibliothek, insbesondere mit dem St. Galler Klosterplan und den St. Galler Klostergeschichten (Casus Sancti Galli) Ekkehards IV., die er 2020 in den MGH basierend auf Vorarbeiten von Hans F. Haefele neu herausgegeben hat.
Verheiratet ist er mit der Historikerin Kathrin Utz Tremp. Sie haben zwei erwachsene Söhne.

## Schriften
Monographien
- Studien zu den Gesta Hludowici imperatoris des Trierer Chorbischofs Thegan (= Monumenta Germaniae historica. Schriften. Bd. 32). Hahn, Hannover 1988, ISBN 3-7752-5154-5.
- Die Überlieferung der Vita Hludowici imperatoris des Astronomus (= Studien und Texte der Monumenta Germaniae Historica. Bd. 1). Hahn Hannover 1991, ISBN 3-7752-5400-5.
- Mönche als Pioniere: die Zisterzienser im Mittelalter (= Schweizer Pioniere der Wirtschaft und Technik. Bd. 65). Verein für Wirtschaftshistorische Studien, Meilen 1997, ISBN 3-909059-13-9.
- Der St. Galler Klosterplan – Faksimile, Begleittext, Beischriften und Übersetzung. St. Gallen 2014, ISBN 978-3-905906-05-9, S. 15–17, 34–35.
- Der St. Galler Klosterplan und die Aachener Klosterreform. Neue Forschungsergebnisse. In: Geschichte im Bistum Aachen Bd. 16 (2021/2022), S. 6–58.

Aufsatzsammlung
- Potentia Monastica. Kulturelle Handlungsmacht im mittelalterlichen Kloster. Gesammelte Aufsätze zum 75. Geburtstag (= Monasterium Sancti Galli. Bd. 11). Verlag am Klosterhof St. Gallen / Schwabe Verlag Basel, 2024, ISBN 978-3-7965-5201-4.

Herausgeberschaften
- mit Karl Schmuki: Alkuin von York und die geistige Grundlegung Europas. Akten der Tagung vom 30. September bis zum 2. Oktober 2004 in der Stiftsbibliothek St. Gallen (= Monasterium Sancti Galli. Bd. 5). Verlag am Klosterhof, St. Gallen 2010, ISBN 978-3-906616-94-0.

Editionen
- Thegan, Die Taten Kaiser Ludwigs (Gesta Hludowici imperatoris) / Astronomus, Das Leben Kaiser Ludwigs (Vita Hludowici imperatoris) (= Monumenta Germaniae Historica. Scriptores rerum Germanicarum in usum scholarum separatim editi. Bd. 64). Hahn, Hannover 1995, ISBN 978-3-906616-94-0.
- Der St. Galler Klosterplan. Faksimile, Begleittext, Beischriften und Übersetzung. Verlag am Klosterhof, St. Gallen 2014, ISBN 978-3-905906-05-9.
- Ekkehart IV., St. Galler Klostergeschichten (Casus sancti Galli) (= Monumenta Germaniae Historica. Scriptores Rerum Germanicarum in Usum Scholarum Separatim Editi. Bd. 82.). Harrassowitz, Wiesbaden 2020, ISBN 978-3-447-11178-2.
- mit Kathrin Utz Tremp: Das Nekrologium der Prämonstratenserabtei Humilimont (Marsens) (= Spicilegium Friburgense. Bd. 51). Aschendorff, Münster 2022, ISBN 978-3-402-13821-2.